# Barrage d'Örenler
Le barrage d'Örenler est un barrage de Turquie.

## Sources
- (en) www.dsi.gov.tr/tricold/orenler.htm Site de l'agence gouvernementale turque des travaux hydrauliques